# Арта (регіон)
Арта (фр. région d'Arta; араб. عرته) — регіон в центральній частині Джибуті.
Адміністративний центр — місто Арта.
Населення — 42 380 чол. (2009 рік). Площа — 1800 км².
Регіон утворений у 2002 році шляхом виділення території з нині сусідніх із ним регіонів: східна частина зі столичного регіону Джибуті, а західна частина з регіону Дикіль. Має вихід до Індійського океану: Таджурська затока — на півночі, Аденська затока — на сході. Також на сході регіону межує, на невеликій ділянці, з регіоном Авдал (Сомалі, також Авдал — територія, на яку претендує невизнаний Сомаліленд), на півночі — адміністративний кордон з регіоном Таджура, а на півдні з регіоном Алі-Сабіх.

## Географія
Середня висота — 600 м над рівнем моря, значна частина території розташована на плато, оточене горами, в тому числі і місто Арта. У регіоні є озера з солоною водою.

## Економіка
Сіль — важливе джерело експорту в Ефіопію і один із головних джерел добробуту як місцевого населення, так і економіки регіону і країни. Також важливе місце в економіці регіону займає рибальство.
| Джибуті | Це незавершена стаття з географії Джибуті. Ви можете допомогти проєкту, виправивши або дописавши її. |